# Ben Healy
Ben Healy (Kingswinford, Reino Unido, 11 de septiembre de 2000) es un ciclista profesional irlandés que compite con el equipo EF Education-EasyPost.

## Trayectoria
En 2019 logró vencer en una etapa del Tour del Porvenir. Al año siguiente se proclamó campeón nacional en ruta por delante de Nicolas Roche días después de haber ganado la prueba contrarreloj en la categoría sub-23. Siguió cosechando éxitos en 2021, imponiéndose en la última etapa del Giro Ciclistico d'Italia, por lo que de cara a 2022 dio el salto al UCI WorldTour después de ser contratado por el EF Education-NIPPO. En su primera temporada con este equipo volvió a ser campeón nacional, esta vez en la prueba contrarreloj.
Destacó en los primeros meses de 2023 con victorias en el Gran Premio Industria y Artigianato-Larciano y una etapa de la Settimana Coppi e Bartali, además de lograr la segunda posición en pruebas como la Flecha Brabanzona y la Amstel Gold Race. Esa campaña también ganó una etapa del Giro de Italia y consiguió su segundo campeonato nacional tras rodar cien kilómetros en solitario. En 2024 se impuso en la última etapa del Tour de Eslovenia antes de participar por primera vez en el Tour de Francia. Posteriormente hizo historia con la selección nacional al ser décimo en la prueba en línea de los Juegos Olímpicos, mejor resultado de un irlandés en la prueba, y fue séptimo en el Mundial.
Empezó el año 2025 con un cuarto puesto en la Strade Bianche y un triunfo parcial en la Vuelta al País Vasco antes de acudir a las clásicas de las Ardenas. En todas ellas consiguió finalizar entre los diez mejores; fue décimo en la Amstel Gold Race, quinto en la Flecha Valona y tercero en la Lieja-Bastoña-Lieja, siendo este su primer podio en un monumento. Volvió a participar en el Tour de Francia y, en esta ocasión, ganó una etapa, llevó durante dos días el maillot amarillo de líder, terminó noveno en la clasificación general y subió al podio final de París como ciclista más combativo.

## Palmarés
2019
- 1 etapa del Tour del Porvenir

2020
- 1 etapa de la Ronde d'Isard
- Campeonato de Irlanda en Ruta

2021
- 1 etapa del Giro Ciclistico d'Italia

2022
- Campeonato de Irlanda Contrarreloj
- 3.º en el Campeonato de Irlanda en Ruta

2023
- 1 etapa de la Settimana Coppi e Bartali
- Gran Premio Industria y Artigianato-Larciano
- 1 etapa del Giro de Italia
- 2.º en el Campeonato de Irlanda Contrarreloj
- Campeonato de Irlanda en Ruta
- 1 etapa del Tour de Luxemburgo

2024
- 1 etapa del Tour de Eslovenia

2025
- 1 etapa de la Vuelta al País Vasco
- 1 etapa del Tour de Francia, más premio de la combatividad

## Resultados

### Grandes Vueltas
| Carrera | Carrera         | 2019 | 2020 | 2021 | 2022 | 2023 | 2024 | 2025 |
| ------- | --------------- | ---- | ---- | ---- | ---- | ---- | ---- | ---- |
|         | Giro de Italia  | —    | —    | —    | —    | 55.º | —    | —    |
|         | Tour de Francia | —    | —    | —    | —    | —    | 27.º | 9.º  |
|         | Vuelta a España | —    | —    | —    | —    | —    | —    | —    |

### Clásicas, Campeonatos y JJ. OO.
| Omloop Het Nieuwsblad   | Omloop Het Nieuwsblad   | —   | —   | —   | 75.º  | —    | —    | —    |    |    |
| Kuurne-Bruselas-Kuurne  | Kuurne-Bruselas-Kuurne  | —   | —   | —   | 132.º | —    | —    | —    |    |    |
| Strade Bianche          | Strade Bianche          | —   | —   | —   | Ab.   | —    | 12.º | 4.º  |    |    |
|                         | Milán-San Remo          | —   | —   | —   | 121.º | —    | —    | —    |    |    |
| E3 Saxo Classic         | E3 Saxo Classic         | —   | X   | —   | 84.º  | —    | —    | —    |    |    |
| Flecha Brabanzona       | Flecha Brabanzona       | —   | —   | —   | 37.º  | 2.º  | —    | —    |    |    |
| Amstel Gold Race        | Amstel Gold Race        | —   | X   | —   | —     | 2.º  | 45.º | 10.º |    |    |
| Flecha Valona           | Flecha Valona           | —   | —   | —   | 130.º | 32.º | 34.º | 5.º  |    |    |
|                         | Lieja-Bastoña-Lieja     | —   | —   | —   | Ab.   | 4.º  | 27.º | 3.º  |    |    |
| Clásica San Sebastián   | Clásica San Sebastián   | —   | X   | —   | —     | 45.º | —    |      |    |    |
| Bretagne Classic        | Bretagne Classic        | —   | —   | —   | —     | Ab.  | —    |      |    |    |
| Gran Premio de Quebec   | Gran Premio de Quebec   | —   | X   | X   | —     | 84.º | Ab.  |      |    |    |
| Gran Premio de Montreal | Gran Premio de Montreal | —   | X   | X   | —     | 25.º | 22.º |      |    |    |
|                         | Giro de Lombardía       | —   | —   | —   | —     | 30.º | 49.º |      |    |    |
| JJ. OO. (Ruta)          | JJ. OO. (Ruta)          | ND  | ND  | —   | ND    | ND   | 10.º | ND   | ND | ND |
| Mundial en Ruta         | Mundial en Ruta         | —   | Ab. | —   | —     | Ab.  | 7.º  |      |    |    |
| Mundial Contrarreloj    | Mundial Contrarreloj    | —   | —   | —   | —     | 26.º | ―    |      |    |    |
| Europeo Contrarreloj    | Europeo Contrarreloj    | —   | —   | —   | 6.º   | —    | —    |      |    |    |
| Irlanda en Ruta         | Irlanda en Ruta         | 8.º | 1.º | 7.º | 3.º   | 1.º  | —    | —    |    |    |
| Irlanda Contrarreloj    | Irlanda Contrarreloj    | —   | —   | 4.º | 1.º   | 2.º  | —    | —    |    |    |

—: no participa
Ab.: abandono

## Equipos
- Team Wiggins Le Col (2019)
- Trinity Racing (2021)
- EF Education-EasyPost (2022-)